# Лингис, Витас
Ви́тас Ли́нгис (13 августа 1960 — 12 октября 1993) — литовский журналист. В 1993 году был убит за статьи об организованной преступности Литвы.

## Биография
Родился 13 августа 1960 в литовском городе Плунге. В 1978—1983 годах учился на факультете журналистики Вильнюсского университета. После окончания университета работал в газете „Komjaunimo tiesa“, затем в издании «Вечерние новости». Первые же статьи Лингиса сделали его известным, благодаря его авторскому стилю и темам, которые он поднимал, например, защита прав человека.
Журналистская деятельность принесла Лингису большую известность в Литве, согласно проводившимся во второй половине 80-х годов опросам, он занимал одно из первых мест по популярности среди журналистов.
В 1989 году Лингис принял участие в создании газеты «Respublika», также являлся одним из её издателей, совладельцем и заместителем главного редактора. За публиковавшиеся в издании материалы об организованной преступности, действовавшей в Литве, неоднократно получал угрозы. В 1992 году неустановленные лица пытались сжечь дом, в котором проживал журналист.

### Убийство
12 октября 1993 года убит в Вильнюсе тремя выстрелами в голову. Вице-председатель Сейма Эгидиюс Бичкаускас назвал убийство Витаса Лингиса «прямым покушением на основы демократии в Литве».
Убийство Лингиса привело к разгрому одной из организованных преступных группировок Литвы — т. н. «Вильнюсской бригады». Непосредственный исполнитель убийства Игорь Ахремов был арестован через 9 дней после гибели журналиста — 21 октября. Вскоре были арестованы другие члены «Бригады». Лидер группировки Борис Деканидзе был приговорён к смертной казни, расстрелян в 1995 году. Ахремов также первоначально был приговорён к высшей мере наказания, но она была заменена на пожизненное заключение, в 2004 году его наказание было смягчено ещё раз — до 25 лет. В 2012 году освобожден условно-досрочно.